# Diestrammena
Diestrammena är ett släkte av insekter. Diestrammena ingår i familjen grottvårtbitare.

## Bildgalleri

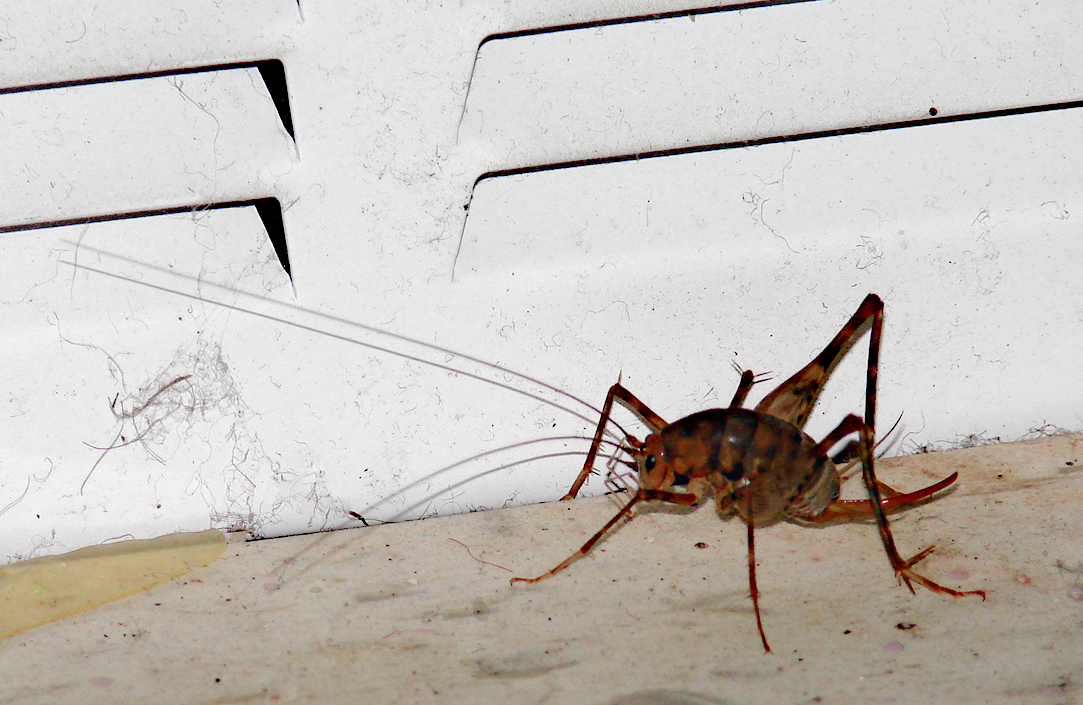
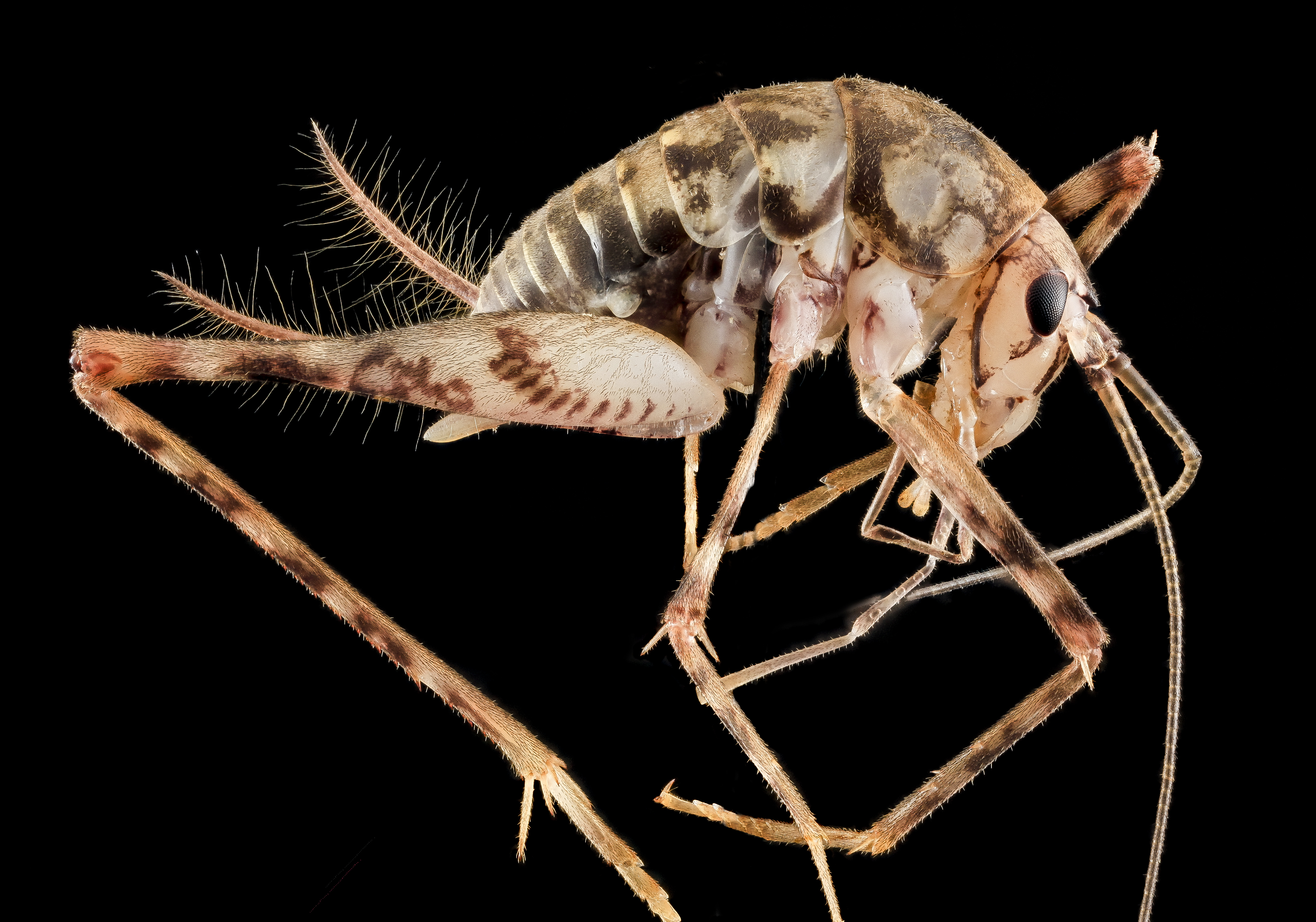
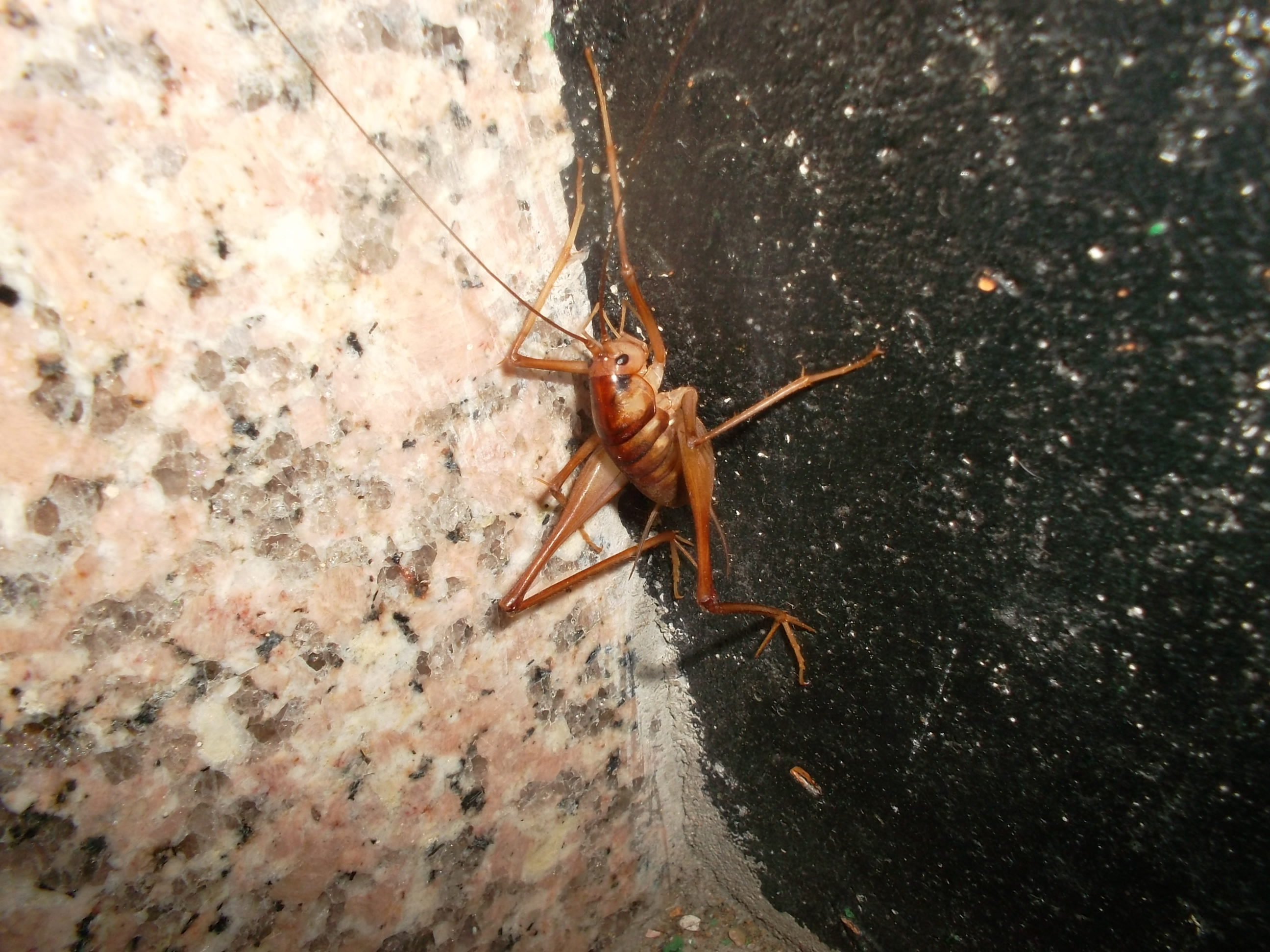
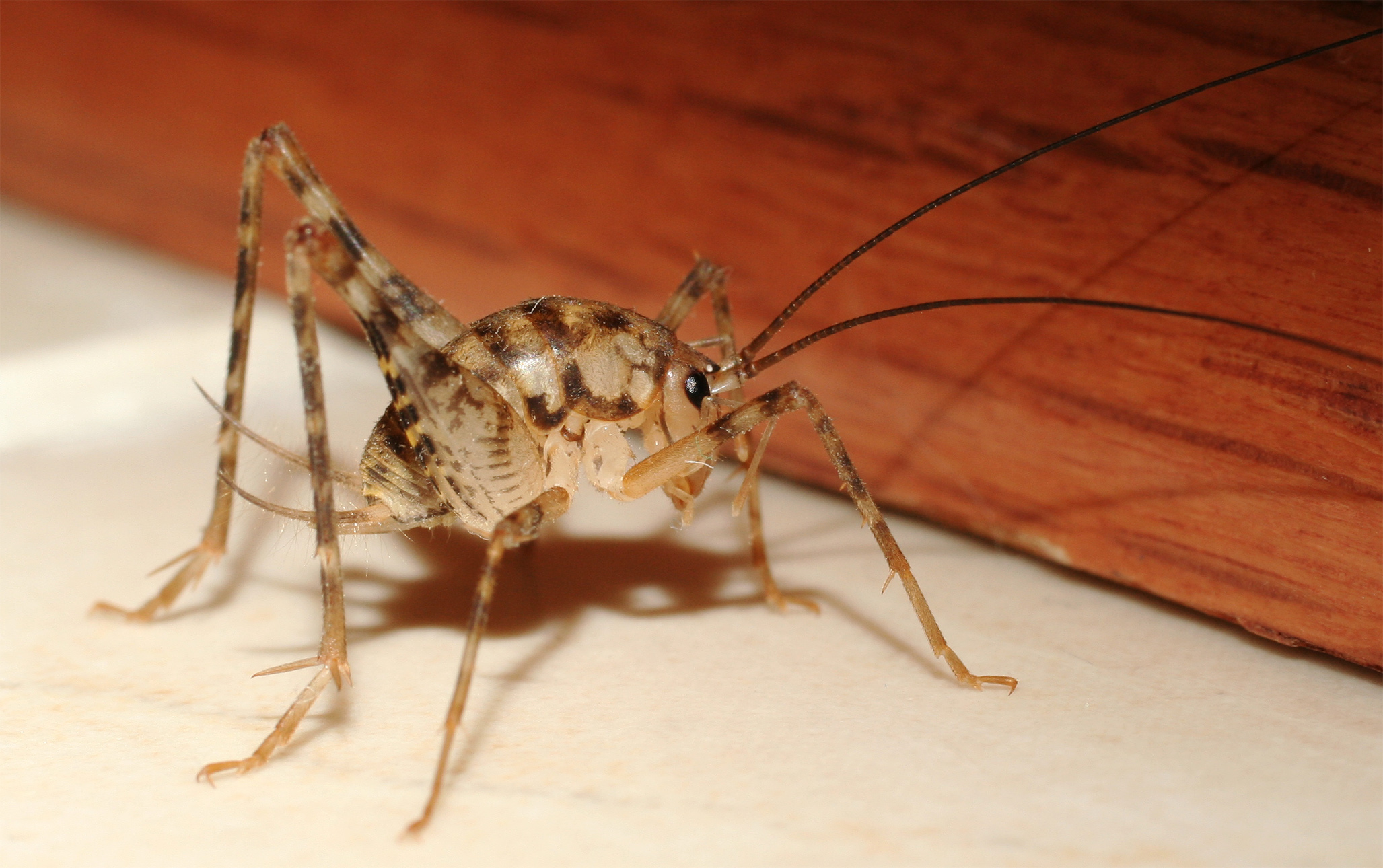
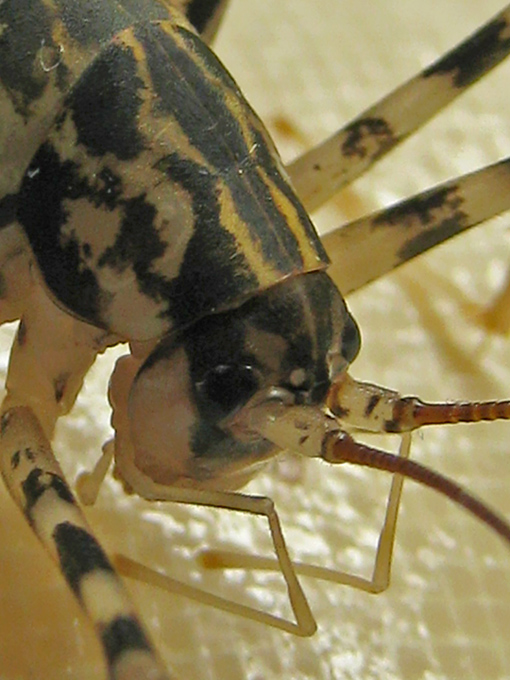

## Dottertaxa tillDiestrammena, i alfabetisk ordning[1]
- Diestrammena annandalel
- Diestrammena aspes
- Diestrammena asynamora
- Diestrammena berezovskii
- Diestrammena borutzkyi
- Diestrammena brevicauda
- Diestrammena bruneri
- Diestrammena brunneri
- Diestrammena caudata
- Diestrammena caverna
- Diestrammena chenhui
- Diestrammena chinensis
- Diestrammena coomani
- Diestrammena coreanus
- Diestrammena crenata
- Diestrammena cuenoti
- Diestrammena davidi
- Diestrammena elegantissima
- Diestrammena fallax
- Diestrammena femorata
- Diestrammena ferecaeca
- Diestrammena gigas
- Diestrammena goliath
- Diestrammena gonggashanica
- Diestrammena griffinii
- Diestrammena heinrichi
- Diestrammena hisanorum
- Diestrammena hoffmani
- Diestrammena indica
- Diestrammena indivisa
- Diestrammena inexpectata
- Diestrammena ingens
- Diestrammena iriomotensis
- Diestrammena itodo
- Diestrammena japanica
- Diestrammena kurilensis
- Diestrammena lata
- Diestrammena latellai
- Diestrammena longicauda
- Diestrammena longilamina
- Diestrammena nicolai
- Diestrammena nocturna
- Diestrammena omninocaeca
- Diestrammena palliceps
- Diestrammena racovitzai
- Diestrammena rammei
- Diestrammena robusta
- Diestrammena roundata
- Diestrammena semicrenata
- Diestrammena solida
- Diestrammena sonlaensis
- Diestrammena svenhedini
- Diestrammena taniusagi
- Diestrammena taramensis
- Diestrammena tianmushanensis
- Diestrammena tonkinensis
- Diestrammena tsongkhapa
- Diestrammena tsushimensis
- Diestrammena unicolor
- Diestrammena validus
- Diestrammena wuyishanica
- Diestrammena yakumontana
- Diestrammena zorzini